# Рамзес II
Ра-месес Мери-Амон Усер-Маат-Ре Сетеп-ен-Ре
- Ра-месес - Обликовао га Ра
- Мери-Амун - Амону
- Усер-Маат-Ре - Моћна је правда Раова
- Сетеп-ен-Ре - Изабран од Ра

Владао је Египтом од 1279. п. н. е. до 1212. п. н. е. Син Сетија I и мајке краљице Тује. Прва - главна жена му је била Нефертари Мериентмут, а остале жене су му биле:
- Исетнофрет
- Бент-Анатх (Истнофретина кћер)
- Мерит-Амон (Нефертарина кћер)
- Небет-тауи
- Хенутмире (Краљева сестра)
- Маат-хор-неферу-ре (Прва хетитска принцеза)
- Непозната Хетитска принцеза

У току свог живота, а умро је када је имао преко 90 година (просечан животни век у то време је био од 30 до 40 година), Рамзес  је имао преко сто синова (Амон-хер-кхеп-шеф, Пре-хер-венемех, Мери-Атум, Кха-ем-Васет, Мерен-Птах...) и небројено много кћери (Бент-Анатх, Мерит-Амон...).

## Историја
На престо Египта је дошао са 25 година, а титулу „Рамзес Велики“ је заслужно понео јер ниједан владар Египта пре и после њега није изградио толико колосалних грађевина, споменика и храмова.
Рамзес II је још као млади принц одгајан за наследника престола. Школован је у војничкој традицији у установама које је основао и утемељио још његов деда Рамзес I, а као дечак од 10 година учио се војним и државничким вештинама, поред свог оца Сетија  у ратној кампањи против Хетита.
Рамзес II се оженио млад, а његова прва жена је била краљица Нефертари, коју је после њене смрти, 1255. п. н. е, наследила краљица Исетнофрет. Након смрти своје прве жене Нефертари, Рамзес II је саградио велелепну гробницу која је била „архитектонско чудо“ античке Тебе.
По краљевским обичајима који су тада владали у Египту, Рамзес  је имао много жена из своје најближе родбине, тако да му је једна од жена била и његова млађа сестра Хенутмире, као и три његове кћерке: Меритамун, Бент-Анатх и Небтауи. После дугогодишњих сукоба са Хетитима, и након закључења мира, Рамзес II узео је за једну од својих жена и хетитску принцезу Маат-хор-неферу-Ре, као залог дугогодишњем споразуму и савезу са Хетитима. Друга хетитска принцеза стигла је у Египат седам година после Маат-хор-неферу-ре. Међу његовим многобројним женама су биле и жене из сиријског и вавилонског краљевства које су у Египат долазиле ради учвршћивања добросуседских односа између Египта и околних држава.
Отац Рамзеса II, Сети I, доживео је да види доста своје унучади, а међу свима се посебно издвајао принц Кхаемвасет, четврти син Рамзеса II, а други син краљице Исетнофрет, који је био и врховни свештеник храма посвећеног богу Птах у Мемфису. По записима са папируса зна се да је Кхаемвасет био учен и познат као велики мудрац.
Да је Рамзес II заиста био „Рамсес Велики“, и то у сваком погледу, како због успешности своје владавине, тако и због својих особености, показује и његова мумија - висина 170 cm што је, за око 20 cm изнад просека висине мушкараца из тог доба.

## Ратни походи
У првој половини Рамзесове владавине односи с Хетитима, краљевством на северним границама Египта, били су прилично затегнути. Хетити су, још од времена Сетиа , под својим утицајем држали северне области Сирије, а Египћани јужне. Хетити су држали и град Кадеш под својом управом, а самим тим су и контролисали већи део копнених и поморских путева у овом делу Медитерана. Рамзес II је почетком 1294. п. н. е. отпочео са ширењем и јачањем утицаја и територија. Напао је краљевство Амуру, а самим тим и прекршио договор и споразум који је његов отац потписао са Хетитима. На престолу Хетитске краљевине је био владар Муватали II, који је, због побуна у западним областима свог краљевства, обраћао мање пажње на напредовање Египћана на југу Хетитске државе, али када је угушио побуне на западу, Муватали II је спровео велику војну мобилизацију у свих 16 провинција свога царства јер је увидео да се Рамзес II спрема за велики рат. Четири дивизије које су носиле имена египатских божанстава – Дивизија Сет, Птах, Пре и дивизија Амон, на чијем је челу био Рамзес II, 1294. п. н. е. кренуле су ка граду Кадешу. 1296. п. н. е, по египатском календару - Пета Година III Шемиа Дана Деветог, дошло је до велике битке код Кадеша. О бици код Кадеша је остало много записа по храмовима и на папирусима. Следећих неколико година Рамзес II је организовао неколико ратних похода против Хетита, али је убрзо схватио да неће моћи држати северне делове Сирије под својим утицајем, као што и Хетити неће моћи држати јужне делове. Хетити су стално имали проблеме на унутрашњем плану, а са истока је претио нови непријатељ - Асирци. Нови хетитски краљ Хатушилиш III је схватио да више не може да има два јака непријатеља - Египат и Асирију и зато је предложио мировни договор који је склопљен с Египтом. 1270. п. н. е. Рамзес II и Хатушилиш III су склопили мировни споразум, за који се сматра да је први мировни споразум у историји људског друштва.

## Храмови и градови
Мада међу најимпресивнијим и највећим објектима Старог Египта спада пирамида коју је саградио Кеопс, Рамзес II, по храмовима и објектима друге врсте које је саградио у доба своје владавине, спада међу највеће и најистакнутије фараоне Старог Египта. Рамзес II, и поред тога што је, у својој опчињености собом и својој мегаломанији, брисао имена фараона са њихових споменика и додавао своје, изградио је велике и бројне храмове широм Египта. Дорадио је и додао неке елементе великим храмовима у Карнаку и Луксору, а и завршио је посмртни храм свог оца Сетиа I у Теби, као и велики храм Сетиа  у Абидосу, крај кога је изградио и свој властити храм. У Теби је изградио, на западној обали Нила, свој посмртни храм - Рамасеум кога је, према записима из каменолома гранита у Гебел ел-Силсили, градило преко 3000 радника. Поред храма у Рамасеуму подигао је још неколико храмова у Нубији - Беит ел-Вали, Герф Хусеин, Вади ес Себуа, Дер, и на југ до Напате.
Међу највећим и најзначајнијим грађевинама које је подигао Рамзес II је свакако храм Абу Симбел у Нубији. На самом улазу у храм, са десне и леве стране, седе четири велике фигуре Рамсеса II - по две са сваке стране врата, високе 18 m. Око ногу фигура налазе се пуно мање исклесаних фигуре његових жена. Овај грађевински комплекс је морао, у XX веку (ради изградње Асуанске бране), бити премештен на виши ниво да не би био потопљен. Храм је, 60 m уклесан у брдо, а на његовом унутрашњем крају седе 4 статуе - Амон Ра, Рамзес II, Ра Харакхти и Птах. Унутрашњост храма је осликана призорима из битке с Хетитима код Кадеша, ратова у Сирији и Либији и др, те призорима из живота фараона. Мањи храм краљице Нефертари посвећен је богињи Хатор.
Храм Абу Симбел је откривен 1813. године, а до тог времена је био затрпан великим слојевима песка. По открићу храма се увидела сва његова лепота, монументалност и проглашен је за „чудо египатског градитељства“, поред осталог и зато што је његова оријентација тако савршено израчуната да сунчеви зраци двапут годишње (20. фебруара и 20. октобра, који се сматра Рамзесовим рођенданом) продиру кроз храм до статуа и осветле само три. Четврта - бог Птах, остаје увек у сенци јер је он божанство повезано са подземним светом и мраком.
Један од великих подухвата Рамзеса II је и градња града у делти Нила - Пирамесеа. Град је, мада данас има мало остатака, био једно од чуда тог времена. Сама изградња је коштала веома много, тако да је Рамсес II вадио злато и остале драгоцености из гробница краљева XVIII и XIX династије.

## Смрт Рамзеса II
Након владавине од 67 година, Рамзес II умире са оквирно 92 године. Сахрањен је у своју, за живота припремљену гробницу у Долини краљева. Само се може претпоставити како је била опремљена и какав је био садржај гробнице Рамзеса II пре него што су је опустошили пљачкаши гробница. Мумија највећег и најмоћнијег египатског фараона Рамзеса II је пронађена заједно са осталим краљевским мумијама 1881. године у пећини у близини Деир ел-Бахрија.

## Мумија
Рамзес II је био сахрањен у Долини краљева на западним обронцима Тебе у гробу KV7, али је његова мумија касније пресељена у заједничку гробницу у Деир ел-Бахриу, где је нађена 1881. године. Године 1885, смештена је у Египатски музеј у Каиру, где остаје до данашњих дана. На фараоновој мумији можемо разликовати повијени нос, снажну вилицу и висине је 1,7 m, што је натпросечна висина Египћана старога Египта.
Године 1974, египтолози у Египатском музеју у Каиру су приметили да се стање мумије погоршава и послали су мумију авионом на испитивање у Париз. Том приликом су египатске власти издале пасош за Рамзеса и у њему је у рубрици занимање било написано да је преминули краљ. Према документарном филму канала Дискавери на аеродрому у Паризу су одржане све војничке почасти које су приличиле једном страном државнику који је дошао у посету у Француску које приличе и указују се туђим владарима.
У Паризу је констатовано да је мумија нападнута плеснима и предузети су кораци да се ово отклони. Утврђено је да је Рамзес имао повреде из некадашњих ратова. Откривена је повећа рупа у доњој вилици краља која је била довољно велика да допринесе смрти фараона, иако се са сигурношћу не може тврдити да је овај апсцес био узрок фараонове смрти. Такође је утврђено да је у последњим годинама Рамзес боловао од артритиса и да је био погрбљен у задњим годинама свога живота. Микроскопски преглед остатака косе фараона утврдио је да је фараон био риђ. Након повратка у Египат мумију је посетио египатски председник Анвар ел Садат са супругом. Резултати испитивања су допуњени и показало се да је фараон био светле пути и рођак са праисторијским и становништвом Средоземља. То је био мушкарац који је спадао у берберско становништво Африке.